# Cow Cow Blues
Der Cow Cow Blues ist ein Stück aus der Frühzeit des Blues- und Boogie-Klavierspiels, das noch stark vom Ragtime beeinflusst ist. Der Blues, den Cow Cow Davenport komponierte, wurde 1925 von Davenport als Instrumentalstück für Brunswick Records aufgenommen; im selben Jahr entstand eine (gut verkaufte) Aufnahme, auf der er Sängerin Dora Carr begleitete.

## Geschichte
Cow Cow Davenport erzählte in einem Interview im Jahr 1944, er habe den Cow Cow Blues komponiert, nachdem Dora Carr ihn hinausgeworfen habe. Der Song beginnt mit den Worten „I woke up this morning, my gal was gone“. Der Erzähler bekommt daraufhin den „Railroad Blues“, zieht sich gut an und fährt dem Mädchen mit der Eisenbahn nach. Das Paar versöhnt sich wieder, nachdem das Mädchen festgestellt hat: „Nobody can rock me like my Daddy Cow Cow do“.
Davenports Spitzname „Cow Cow“ rührt von diesem Stück her, in dem er, wie er sagte, einen Zug imitierte und einen Rangierer über den Kuhfänger auf eine Lok steigen ließ. Davenports Aufnahmen des Cow Cow Blues wurden auch in Form gelochter Papierrollen für Pianolas gespeichert, die er in den 1920er-Jahren noch hausierenderweise selbst verkaufte. Laut Axel Zwingenberger war der Cow Cow Blues mit seinen Anklängen an den Ragtime relativ gut für dieses „rhythmisch etwas steife Medium“ geeignet. Der Cow Cow Blues habe „bahnbrechend“ bei der Entwicklung hin zum klassischen Boogie-Woogie-Stil gewirkt, auch wenn Davenports Behauptung, er habe den Begriff „Boogie-Woogie“, abgeleitet von dem Ausdruck „Boogie Man“ als Synonym für den Teufel, selbst erfunden, nicht belegbar sei. 
Der Cow Cow Blues diente als Vorlage für Streamline Train von Cripple Clarence Lofton und für The Cannonball von Roosevelt Sykes; ebenso für Mess Around von Ray Charles. Da Davenport es versäumte, seine Kompositionen urheberrechtlich schützen zu lassen, verdiente er mit dem Cow Cow Blues wie auch mit anderen Stücken, die sehr populär wurden, kaum Geld. Der Cow Cow Blues gehört zu Davenports bekanntesten Stücken. Er nahm ihn insgesamt achtmal auf, davon dreimal auf Rollen für Pianolas. 1942 wurde aus dem Stück der Cow Cow Boogie entwickelt, der zu einem Hit der Swing-Ära avancierte. Davenports Versuch, seine Urheberrechte geltend zu machen, endete mit einer mageren Abfindung.